# Přezetice
Přezetice (německy Prösteritz) jsou zaniklá vesnice v okrese Chomutov. Nacházely se asi 4,5 kilometru severovýchodně od Kadaně v nadmořské výšce 285 metů. Zanikly v roce 1972 v souvislosti s těžbou hnědého uhlí v lomu Nástup.

## Název
Název vesnice vznikl z osobního jména ve významu ves lidí Přesedových. Jméno bylo odvozeno ze slovesa přesedat. V historických pramenech se jméno vesnice vyskytuje ve tvarech: Presediz (1367), Breßditz (1537), Prezeticze (1606), Przeseticze (1629), Presteritz (1787), Prösteritz (1846) a Přezetice nebo Prösteritz (1848).

## Historie
Krajina v okolí Přezetic byla osídlena v závěru neolitu, kdy se ze zdejšího křemence vyráběly štípané nástroje. Kámen se z počátku získával povrchovým sběrem, ale z období 4000–2700 let před naším letopočtem pochází archeologicky doložené štoly po hlubinné těžbě. Ze doby halštatské pochází pohřebiště bylanské kultury a v prvním až čtvrtém století měli u pozdějších Přezetic sídliště Germáni, kteří zde zpracovávali železnou rudu. Při stavbě Elektrárny Tušimice I bylo v katastrálním území Přezetic Evženem Neustupným a Antonínem Benešem částečně prozkoumáno raně středověké pohřebiště, které sloužilo obyvatelům soudobé osady nalezené na okraji Vrchnice.

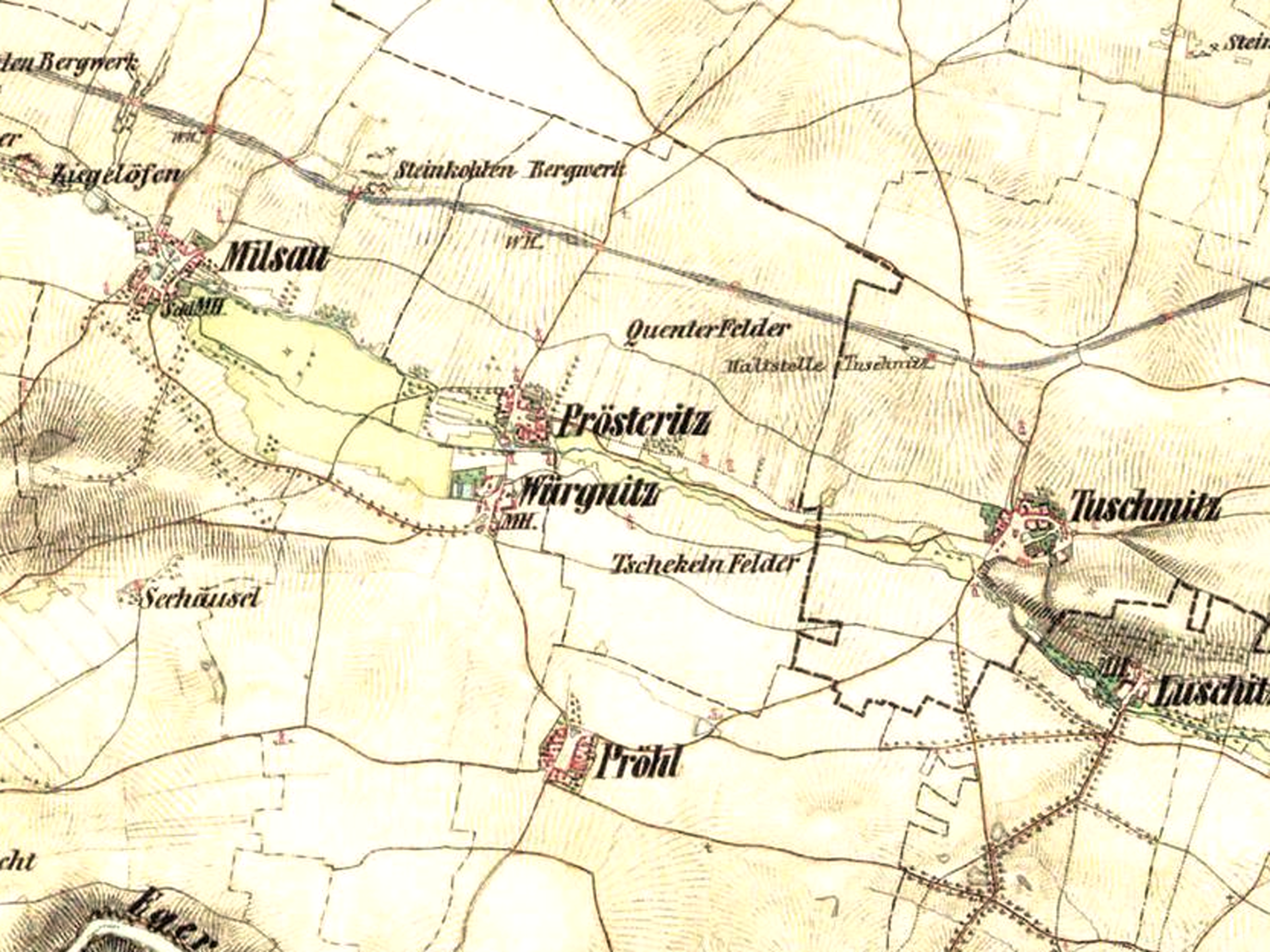
Přezetice (Prösteritz) na mapě z 19. století

Podle obecní kroniky pochází první písemná zmínka o Přezeticích z roku 1283, kdy měla vesnice patřit grünhainskému klášteru, ale pozdější zdroje uvádějí až rok 1367. Další zmínka je až z roku 1527, kdy král Ferdinand I. potvrdil klášteru vlastnictví vsi. Po zániku kláštera se Přezetic zmocnil hrabě Albrecht Šlik, který o ně vedl spor se saským kurfiřtem, ale od 8. června 1549 spravovala bývalý klášterní majetek královská komora. Později vesnici získal Bohuslav Felix Hasištejnský z Lobkovic, který ji připojil k chomutovskému panství.
Roku 1608 byly Přezetice s jedenácti poddanými oceněny na 5 636 kop a jedenáct grošů. Někdy v té době vesnice získala od císaře Rudolfa II. privilegium, podle kterého museli přezetičtí robotovat s potahy na panství Poláky, ale nemuseli platit žádné další poplatky. Dědické právo získaly vdovy i děti a lidé mohli zděděný majetek prodat. Za podmínky, že nemovitý majetek přenechají čestnému člověku, se směli odstěhovat a děti se po vyučení mohly usadit ve městě.
Polácké panství i s Přezeticemi koupil roku 1628 Jindřich Šlik. Vesnice poté k panství patřila až do zrušení poddanství. Podle berní ruly z roku 1654 byla ves v dobrém stavu. Žilo v ní osm sedláků, kteří měli dohromady 41 potahů a chovali 25 krav, třicet jalovic, 44 ovcí, 64 prasat a čtrnáct koz. Vesnice měla dostatek luk a na polích se pěstovala pšenice a žito.

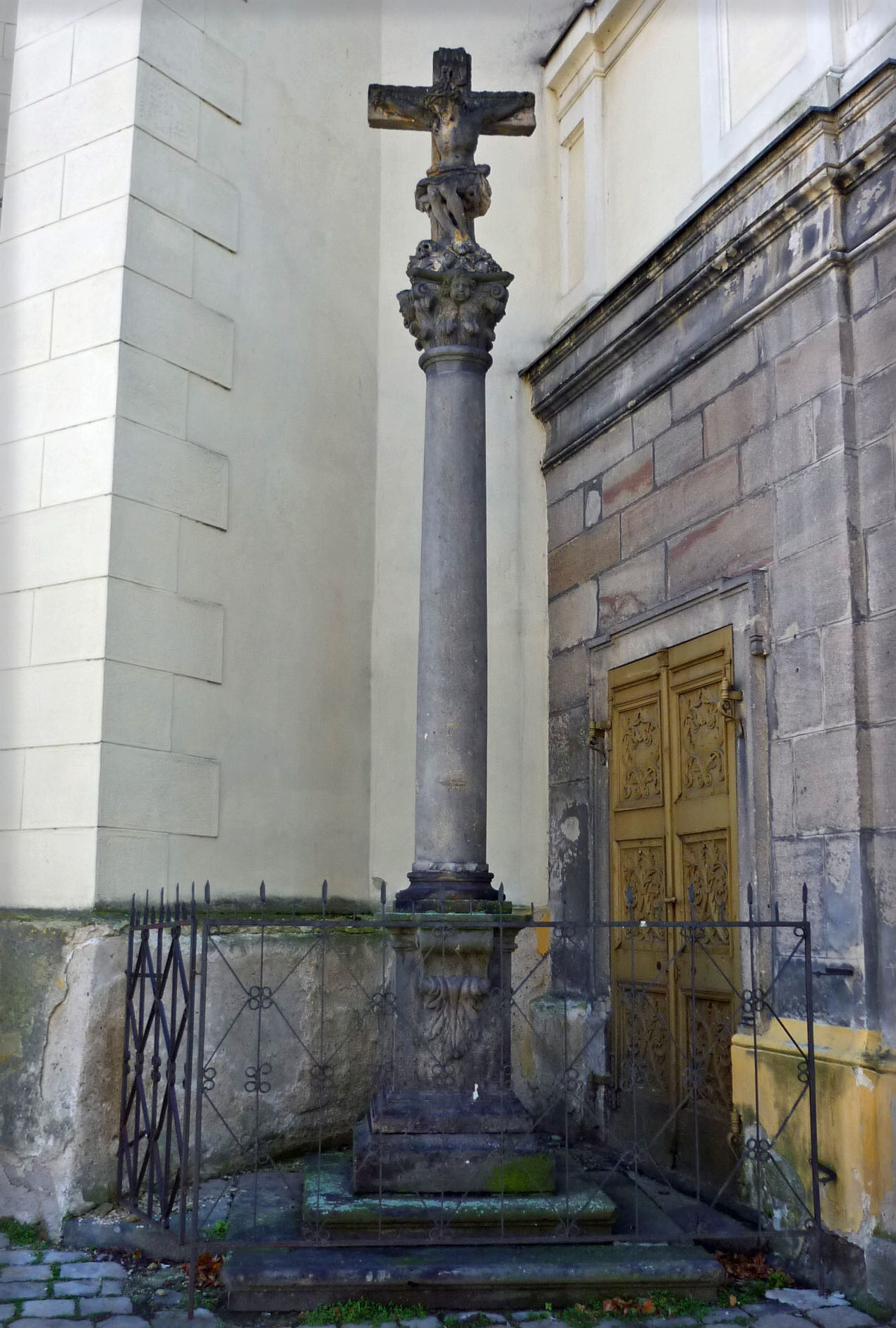
Morový sloup přestěhovaný z Přezetic do Žatce

Ve vsi býval rybník, jehož hráz byla roku 1702 obnovena za použití černovického kamene. Podle tereziánského katastru z roku 1748 žilo v Přezeticích osm hospodářů, pracoval zde kovář a kromě rybníka ke vsi patřily také chmelnice. Johann Gottfried Sommer uvedl roku 1846 navíc hospodu.
Ve druhém desetiletí dvacátého století Přezetice tvořily součást tušimické farnosti. Z řemeslníků a živnostníků zde pracovali kovář, švec a hostinský. Děti chodily do školy v Tušimicích. Roku 1911 byla vesnice připojena k elektrické rozvodné síti a o rok později místní založili sbor dobrovolných hasičů. Po druhé světové válce byli vysídleni Němci. Do prázdných domů se přistěhovali lidé z Čech a roku 1951 založili jednotné zemědělské družstvo, které ale na počátku šedesátých let zaniklo. Ačkoliv u Přezetic nevznikl žádný důl, stávala vesnice v oblasti, do které se rozšířila těžba v prostoru Lomu Nástup – Tušimice. Vesnice se proto vylidňovala, takže v roce 1970 v ní už nikdo nežil, a krátce nato zanikla.
Přezetice mívaly půdorys okrouhlice – jednotlivé, většinou přízemní usedlosti, stály kolem okrouhlé návsi, na níž bývala od roku 1705 dřevěná kaple se zvonicí. Roku 1921 byla na jejím místě postavena zděná kaple. Poblíž rybníka, směrem k Vrchnici, býval morový sloup. Po zrušení vesnice byl sloup přestěhován ke kostelu Nanebevzetí Panny Marie v Žatci.

## Přírodní poměry
Přezetické katastrální území měřilo 287 hektarů a sousedilo s Kralupy na severu, Tušimicemi na východě, Prahly na jihu a Milžany na západě. Nacházelo se v Mostecké pánvi. Samotná vesnice stávala na levém břehu Lužického potoka v nadmořské výšce 285 metrů.

## Obyvatelstvo
Při sčítání lidu v roce 1921 zde žilo 117 obyvatel (z toho 46 mužů), z nichž bylo devět Čechoslováků a 108 Němců. Všichni byli členy římskokatolické církve. Podle sčítání lidu z roku 1930 měla vesnice 116 obyvatel: šestnáct Čechoslováků, 99 Němců a jednoho cizince. Kromě jednoho evangelíka byli římskými katolíky.
|           | 1869 | 1880 | 1890 | 1900 | 1910 | 1921 | 1930 | 1950 | 1961 |
| --------- | ---- | ---- | ---- | ---- | ---- | ---- | ---- | ---- | ---- |
| Obyvatelé | 101  | 109  | 139  | 139  | 129  | 117  | 116  | 71   | 55   |
| Domy      | 15   | 19   | 20   | 16   | 17   | 19   | 21   | 21   | —    |

## Obecní správa
Po zrušení poddanství se Přezetice roku 1850 staly samostatnou obcí, ale už při sčítání lidu v roce 1869 byly uvedeny jako osada obce Prahly. Od roku 1960 vesnice patřila jako část obce k Tušimicím a dne 4. února 1972 byla úředně zrušena.